# Эйгес, Александр Романович
Александр Романович Эйгес (1880—1944) — русский и советский математик и литературовед, знаток творчества А. П. Чехова.

## Биография

### Ранние годы. Профессиональная деятельность
Родился 11 (23) сентября 1880 года в усадьбе Муханово Кромского уезда Орловской губернии (ныне Троснянский район) в семье земского врача, драматурга, статского советника Рувима Манасиевича (Мнашевича) Эйгеса (1840—1926), уроженца Вильны, и переводчицы Софии Иосифовны Эйгес (в девичестве Шифра Моисеевна Эльцин, 1846—1910), родом из Бердичева. Образование получал сперва в Орле, затем на физико-математическом факультете Московского университета. В 1908 году устроился учителем математики в смоленскую частную гимназию; там среди его учеников был и Павел Александров, впоследствии выдающийся математик и муж младшей сестры Эйгеса Екатерины. Печатался в смоленской газете «Рабочий путь» (под инициалом С.).
Проработав некоторое время в гимназии, Александр Романович стал преподавателем высшей математики в Смоленском милитаризованном политехническом институте Западного фронта. С 1923 года, после ликвидации института, трудился в Москве: преподавал высшую математику в Московском институте железнодорожного транспорта, исполнял обязанности учёного секретаря в Научно-исследовательском институте математики, работал доцентом в Институте стали.
Состоял членом правления Российского общества по изучению Крыма, членом совета Общества А. П. Чехова и его эпохи, помощником заведующего научным отделом Главного управления научными, музейными и научно-художественными учреждениями (Главнаука). В 1930-е годы был секретарём правления Московского математического общества.

### Вклад в литературоведение
Кроме математики, Эйгес превосходно разбирался в музыке и литературе. Особенно он был страстным поклонником творчества А. П. Чехова. Долгие годы Александр Романович посвятил изучению жизни и литературного наследия писателя, благодаря чему внёс значительный вклад в чеховедение. Учёный публиковал найденные в архивах ранее неизвестные чеховские тексты, выступал в печати с насыщенными фактами комментариями по этой теме. 
В 1929 году «Общество А. П. Чехова и его эпохи» выпустило интересный, хорошо отредактированный «Чеховский сборник», во вступлении к которому говорилось: «Всю работу по собиранию материалов и изданию сборника по поручению Совета общества выполнил член Совета А. Р. Эйгес». 
В 1941 году были изданы «Записки отдела рукописей Государственной библиотеки СССР имени В. И. Ленина» (вып. 8), которые посвящались переписке Чехова. Туда вошли избранные письма к писателю, в основном от литераторов. Бо́льшую часть материала подготовил и тщательно прокомментировал Эйгес.
В приветственном обращении к учёному в день его 60-летия О. А. Книппер-Чехова, В. С. Нечаева, Н. Д. Телешов и И. Ф. Масанов писали: «Сейчас невозможно работать над любой чеховской темой без постоянного обращения к этой живой „чеховской энциклопедии“. И ещё не было случая, чтобы Александр Романович не откликнулся на обращенный к нему вопрос и чтоб в справку, которую он дает, включалась хоть малейшая неточность…» 17 января 1940 года сестра Антона Павловича Мария Чехова писала Эйгесу: «Вы замечательный чеховист, удивительно скромный… Трактуете Чехова, как никто, правильно. И Ваше участие в издании Чехова было бы чрезвычайно полезно».
Эйгес был ещё полон творческих сил и замыслов, но начавшаяся война помешала ему воплотить задуманное. Он умер в Москве 3  апреля 1944 года. Похоронен на Новодевичьем кладбище, рядом с могилой А. П. Чехова.
Писатель Иван Новиков в некрологе так охарактеризовал своего земляка: 
«Профессор математики, он с самых юных лет не только любил русскую литературу, он ею жил. Его обширные познания в этой области, далеко не ограничивавшиеся одним Чеховым, внешне своё выражение получили, однако, исключительно в „Чеховиане“. На его сведения всегда можно было положиться, как на любую математическую истину. Это великая редкость: он не знал ошибок. Но, кроме собственных редакторских и комментаторских работ, он с исключительной какой-то открытой щедростью делился с другими исследователями любой своей находкой, не гоняясь за авторским приоритетом: черта особенно редкая и заслуживающая глубочайшего уважения.

И в жизни это был человек исключительной честности, ясности и прямоты. Смело можно сказать, что он был достоин того великого русского писателя, творчество которого изучал всю свою жизнь, буквально до самого последнего дня».

## Семья
- Сестра — Надежда Романовна Эйгес (1883—1975), педагог, основательница первых в России яслей.
- Сестра — Екатерина Романовна Эйгес (1890—1958), поэтесса и мемуаристка, библиотечный работник, по образованию математик, жена математика П. С. Александрова.
- Сестра — Анна Романовна Эйгес (1874—1966), переводчица.
- Брат — Владимир Романович Эйгес (1876—1949), философ и математик, профессор.
- Брат — Иосиф Романович Эйгес (1887—1953), музыковед и музыкальный педагог.
- Брат — Вениамин Романович Эйгес (1888—1956), художник.
- Брат — Константин Романович Эйгес (1875—1950), композитор.
- Брат — Евгений Романович Эйгес (1878—1957), врач.
- Тётя (сестра матери) — Мария Осиповна Эльцина-Зак (урождённая Эльцин, 1860—?), переводчица и мемуаристка, врач.
- Жена — Евгения Ильинична Гуревич-Эйгес (1880—1964), музыкальный педагог, преподаватель Музыкального техникума имени Гнесиных (среди её учеников — пианист И. И. Михновский)[7]. Её брат, редактор Григорий Ильич Гуревич (1883—1952, репрессирован и умер в лагере), был женат на сестре Александра Эйгеса Надежде.

## Краткая библиография
- Дом музей А. П. Чехова в Ялте. Каталог-путеводитель / Мария и Михаил Чеховы; Ред. А. Р. Эйгес; Всесоюзн. библ. им. В. И. Ленина. — М.: Соцэкгиз, 1937. — 106 с., 38 л. ил., портрет.; 17×13 см.
- Архив А. П. Чехова. Краткое аннот. описание писем к А. П. Чехову / Общая ред. Н. Л. Мещерякова; Гос. библиотека СССР им. В. И. Ленина. — М.: Госполитиздат, 1941 (Л.). — 26 см. Вып. 2 — 1941. — 96 с. Эйгес Александр Романович, ред.